# Dogrywka
Dogrywka – w wielu sportach (m.in. w piłce nożnej i rugby) dodatkowy okres gry, rozpoczynany, gdy mecz nie przynosi rozstrzygnięcia.

## Piłka nożna
Dogrywkę zarządza się najczęściej:
- w meczu fazy pucharowej (gdzie przegrywający odpada), kiedy w regulaminowym czasie gry padł remis;
- w meczu kończącym rozgrywki, jednocześnie decydującym o końcowej klasyfikacji w grupie/tabeli, w którym grają ze sobą zainteresowane drużyny;
- w dwumeczu, gdy oba mecze kończyły się identycznymi wynikami (remisy z tym samym stosunkiem bramkowym lub identyczne wygrane obu drużyn).

Obecnie dogrywka trwa 2x15 minut i kończy się po 120 minutach gry. Niegdyś dogrywkę kończyły:
- Złoty gol – pierwsza bramka strzelona w dogrywce, która kończyła spotkanie i rozstrzygała je na korzyść zespołu, który ją strzelił (zasada ta obowiązywała do mundialu w 2002 roku);
- Srebrny gol – jeśli po pierwszej części dogrywki następowało rozstrzygnięcie, spotkanie wygrała drużyna prowadząca, jeśli pierwsza część nie przyniosła zmiany wyniku lub nadal utrzymywał się remis - rozgrywana była druga część dogrywki.
- Brązowy gol - drużyna, która straciła bramkę, miała na wyrównanie lub uzyskanie przewagi tyle czasu, ile drużyna przeciwna potrzebowała go na strzelenie gola, ale nie więcej niż 15 minut. Przykładowo, jeśli bramka pada w 100. minucie (w 10 min. dogrywki), wówczas dogrywka będzie trwać jeszcze przez 10 minut. Co ważne po takim golu w 100 min. następuje zmiana boisk i podobnie jak zasada srebrnego gola obowiązuje tylko w ciągu pierwszych 15 min. dogrywki.

Jeśli zaś ani regulaminowy okres gry, ani dogrywka nie przyniosą rozstrzygnięcia – następuje seria rzutów karnych.

## Hokej i piłka ręczna
Zasady w hokeju na lodzie nie dopuszczają, by mecz zakończył się remisem.
W hokeju na lodzie czas dogrywki wynosi 5 minut. W piłce ręcznej dogrywka trwa 2x5 minut. Jeżeli nie przyniesie rezultatu, następuje druga dogrywka. Jeśli i w niej nie został wyłoniony zwycięzca, postępuje się zgodnie z regulaminem rozgrywek.